# 天祐垂圣
天祐垂圣（1050年—1052年）或作垂圣，是西夏毅宗李諒祚的第二個年號，共計3年。
今《夏國皇太后新建承天寺瘞佛頂骨舍利碑》碑文題字「天祐紀曆，歲在攝提，季春廿五日壬子」，其碑文「天祐」為「天祐垂聖」的省稱，「攝提」為寅年，即1050年。

## 改元
- 1050年——改元天祐垂聖。[4]
- 1053年——改元福聖承道。[5]

## 纪年對照表
| 天祐垂圣 | 元年   | 二年   | 三年   |
| -------- | ------ | ------ | ------ |
| 公元     | 1050年 | 1051年 | 1052年 |
| 干支     | 庚寅   | 辛卯   | 壬辰   |

## 同期存在的其他政權年號
- 中國
  - 皇祐（1049年－1054年）：宋—宋仁宗趙禎之年號
  - 景瑞（1049年－1052年）：北宋時期—儂智高之年號
  - 重熙（1032年－1055年）：契丹—遼興宗耶律宗真之年號
  - 保安（1045年－1052年）：大理—段思廉之年號
- 越南
  - 崇興大寶（1049年－1054年）：李朝—李佛瑪之年號
- 日本
  - 永承（1046年－1052年）: 後冷泉天皇之年号

## 深入閱讀
- 李崇智. . 北京: 中華書局. 2004年12月. ISBN 7101025129.
- 鄧洪波. . 臺北: 國立臺灣大學東亞經典與文化研究計劃. 2005年3月  [2021-12-07]. ISBN 9789860005189. （原始内容 (pdf)存档于2007-08-25）.
- 長部和雄.  (PDF). 東京: 京都大學. 1933年7月1日  [2021年12月18日]. ISBN. （原始内容 (pdf)存档于2021年12月9日）.
- 長部和雄.  (PDF). 東京: 京都大學. 1933年10月1日  [2021年12月18日]. ISBN. （原始内容 (pdf)存档于2021年12月18日）.

## 參看
- 中國年號索引

| 前一年號： 延嗣宁国 | 西夏年号 | 下一年號： 福圣承道 |